# Махрам
В ісламі махрам (араб. محرم) — член сім'ї, шлюб з яким (якою) вважатиметься назавжди незаконним (харам). Жінка не зобов'язана носити хіджаб у присутності свого махрама, і дорослий чоловік-махрам може супроводжувати жінку в подорожі, хоча супровід може бути необов'язковим.

## Огляд

### Люди, шлюб з якими заборонений
- до постійних або кровних махрамів належать:
  - всі прямі предки
  - всі прямі нащадки
  - брати і сестри
  - брати і сестри батьків, бабусі та дідусі та інші попередники
  - діти та подальші нащадки братів і сестер
- махрами зятя, з якими людина стає махрамом, одружившись з кимось:
  - всі предки свого подружжя
  - всі нащадки свого подружжя
  - усі, хто одружилися з прямим предком
  - усі, хто одружуються з прямим нащадком (жінка може одружитися зі своїм вітчимом, але лише якщо вітчим не одружився з її матір'ю)
- Рада або «молочні махрами», з якими стають махрамами через те, що їх годувала одна жінка:
  - прийомна мати
  - прийомний брат

Коли жінка діє як годувальниця (тобто вона вигодовує немовля, яке не є її дитиною, протягом певного часу за певних умов), вона стає матір'ю дитини. Українською вони можуть називатися молочні брати, молочна матір тощо. 
Для чоловіка жінками-махрамами є його мати, бабуся, дочка, онука, сестра, тітка, онука, племінниця, внучка, дружина його батька, дочка (падчерка) його дружини, його невістка (якщо раніше була одружена з його біологічним сином. Вона не є махрамом, якщо вона була одружена з його прийомним сином), його свекруха, його молочна мати та молочна сестра. За словами ісламського пророка Магамета, «те, що заборонено через спорідненість, заборонено через годування груддю».
Вони є махрамами, оскільки згадуються в Корані (Ан-Ніса 22–23):
22. Не одружуйтеся з колишніми дружинами ваших батьків, окрім того, що було зроблено раніше. Це справді був ганебний, підлий і злий звичай.

23. Заборонено вам також одружуватися з вашими матерями, вашими дочками, вашими сестрами, вашими тітками по батькові й по матері, дочками брата вашого, дочками сестри вашої, вашими прийомними матерями, вашими прийомними сестрами, вашими свекрухами, падчерки, які перебувають під вашою опікою, якщо ви уклали шлюб з їхніми матерями, а якщо не уклали, то ви можете одружуватися з ними, а також з дружинами ваших власних синів і з двома сестрами одночасно, за винятком того, що було зроблено раніше. Воістину, Аллах - Всепрощаючий, Милосердний.
Усі родичі чоловіка по жіночій лінії, згадані в цих двох віршах, вважаються його махарімами, тому що для нього заборонено (харам) одружуватися з ними, за винятком сестри дружини, з якою він може одружитися, якщо розлучиться з її сестрою або якщо його дружина помре. Поняття махрам є взаємним. Усі інші родичі вважаються немахаріми.

### Правові норми супроводу жінок під час подорожі
За законом жінку під час подорожі може супроводжувати її чоловік або будь-який здоровий дорослий чоловічий махрам по крові, хоча супровід може не вимагатися. Супроводжувати жінку можуть:
- її батько, дід або інший предок чоловічої статі
- її син, онук або інший нащадок чоловічої статі
- її брат
- її дядько, двоюрідний дядько або дядько з попереднього покоління
- син, онук або інший нащадок її брата або сестри

## Правила щодо махрамів
Махрами мусульманки є ті, хто може її супроводжувати під час подорожі.
Статус махрама для подружжя є постійним. Це означає, що чоловік залишатиметься махрамом для своєї колишньої свекрухи навіть після розлучення з її дочкою.